# Луис Войткевич
Луис или Лю̀двик Войткѐвич (на полски: Ludwik Wojtkiewicz; на френски: Louis Wojtkiewicz) e руски офицер (майор), поляк по произход. Войткевич е авантюрист и участва в редица въстания и бунтове в Руската и Османската империи, включително в Кресненско-Разложкото въстание.

## Биография
Предполага се, че Войткевич е роден между 1825 и 1836 година. Взема участие в Януарското въстание (1863 – 1864), организирано в Полското кралство срещу Руската империя, а след потушаването му емигрира във Франция. По-късно се представя за френски офицер от Генералния щаб.
През 1870 година заминава за Османската империя и се установява в македонския град Велес. Там започва да преподава френски език в местното българско училище и се жени за дъщерята на видния общественик Димитър Карамфилович. Участва в Босненското въстание от 1875 година, както и в Сръбско-турската война. Взема участие и в Руско-турската война (1877 – 1878), като през септември 1877 година командва чета в Северна Македония. След войната, софийският комитет „Единство“ го определя за войвода на доброволческа чета, с която Войткевич на 1 – 2 октомври 1878 година се опитва да мине границата при Кюстендил, но не успява.
По-късно от средата на октомври е определен от комитетите „Единство“ за един от ръководителите на Кресненско-Разложкото въстание и е войвода на чета от около 250 души предимно доброволци от Княжеството, с която се установява в Брезница. Тъй като е военен, е назначен за командващ едното въстаническо отделение. Влиза в конфликт и борба за първенство с командира на другото атаман Адам Калмиков. След разногласия с ръководителите българи е отстранен и се оттегля в Княжеството. Съществува мнение, че до отстраняването му се стига вследствие на интриги от страна на австро-унгарските агенти сред ръководителите на въстанието.
След като в началото на ноември Баньо Маринов, който е един от ръководителите на въстанието в Банско е тежко ранен, комитетът „Единство“ налага Войткевич за член на военния съвет на неговото мястото. В резултат на 12 ноември Войткевич се връща в Македония и се установява в Банско, като Иван Грънчаров пише по този повод:
| „ | Пристигна майор Войткеевич на место Маринов; но немаше вече тази храброст. Той се разположи, като че е дошел на угощение, а не на бой. | “ |

Войткевич прави опит да изгради гражданско управление и местна администрация. Склонен към авантюристични действия, Войткевич влиза в конфликт със Стоян Карастоилов, който смята, че преди да се разшири обхвата на въстанието, въстаниците трябва да се укрепят в завзетите селища. Според Дойно Дойнов в хода на въстанието Войткевич напуска Банско, като изоставя града на произвола на съдбата. Според други версии Адам Калмиков, а не Войткевич напуска с чета от 200 души бойното поле при Банско. Заедно с Калмиков, Войткевич организира убийството на Стоян Карастоилов и четниците му Георги Чолаков и Иван Трендафилов.
Васил Кънчов пише за Войткевич:
| „ | Бил слабодушен човек и не можел да дисциплинира въстаниците. | “ |

След потушаването на въстанието емигрира в Румъния, където, според някои източници, по-късно умира. Други източници посочват, че след заминаването му за Румъния съдбата му е неизвестна, като се изказват и предположения, че се установява в Княжество България.